# J. Georg Brandt
J. Georg Brandt (* 14. Februar 1965 in Ratingen) ist ein deutscher Künstler.

## Leben
Brandt studierte Architektur und Freie Kunst an der Hochschule für bildende Künste Hamburg (HFBK) mit Abschluss Diplom (Diplomarbeit: Transmersionen in Öffentliche Angelegenheiten), maßgeblich bei Michael Lingner.
Zuvor studierte er an der Freien Kunstschule Hamburg (FIU) Freie Kunst. Dort war er von 2001 bis 2010 Dozent in den Schwerpunkten Öffentliche Angelegenheiten – Partizipation – Medien. Seit 2013 ist er Wissenschaftlicher Angestellter an der Hochschule für Angewandte Wissenschaften Hamburg (HAW) im Bereich Kultur – Ästhetik – Medien am Department Soziale Arbeit.
Schwerpunkte seiner Arbeit sind kunsttheoretische Analysen unter Einbeziehung der notwendigen Medien in Öffentlichen Angelegenheiten, Installationen und interventionistische Projekte.
Er arbeitet vorwiegend kontextbezogen. Hauptarbeitsfelder sind Kunst in Öffentlichen Angelegenheiten, wobei das Augenmerk nicht auf einem Stil oder einem Medium der Realisation liegt, sondern auf der inhaltlichen Ebene werden Medien und Formen für das zu bearbeitende Thema gewählt.

## Werke

### Ausstellungen (Beteiligungen)
Beteiligt war J.Georg Brandt an Gruppen- und Einzelausstellungen in Deutschland und im europäischen Ausland
- Im Museum für zeitgenössische Kunst Florina, Griechenland
- mit einem Arbeitsstipendium in Idomeni (1999) im Goethe-Institut Thessaloniki, Griechenland;
- Teilnahme mit der Galerie FOKA an der Kunstmesse Art Athen
- mit „Medi@terra“ in Athen, Serbien und Slowenien u. a. O. (2001)
- Einzelausstellung im Museum Ratingen mit „Prozess Honigtuch – Trust“ (2001)[2]
- Beteiligung an der Ausstellung „personal light“ im Kunsthaus Hamburg (2001)[3]
- im Martin-Gropius-Bau in der Ausstellung Der (im-)perfekte Mensch – Vom Recht auf Unvollkommenheit (2002)[4]
- mehreren Ausstellungen der „Hafensafari“ im Freihafengebiet des Hamburger Hafens[5][6]
- der jurierten Jahresausstellung der Gemeinschaft Lübecker Künstlerinnen 2017 mit der Arbeit „infrastructure inframince“[7]
- der jurierten Jahresausstellung der Gemeinschaft Lübecker Künstlerinnen 2017 in der Kunsthalle St.-Annen in Lübeck mit den Arbeiten „Dass man denen draußen die Kunst erzählt“ (Funkgeräte) und „vulgar gesture“ (Video)[8]
- bei der jurierten Jahresausstellung des Landesverbandes Bildender Künstler und Künstlerinnen Schleswig-Holstein im Museumsberg Flensburg[9] mit der Arbeit „Klingt das Depot?“[10]
- an der Museumsnacht in Lübeck 2017 mit einer Arbeit im Öffentlichen Raum „Klangzugänge. Funkgerätekonzert in Kooperation mit Nowgorod, Russland“[11]
- an der Museumsnacht in Lübeck 2018 im Europäischen Hansemuseum mit der Arbeit „Bildkonzert mit Video und Klängen aus Nowgorod und Funkkamerabildern aus Lübeck“[12][13]

### Museen und Sammlungen
Werke von J. Georg Brandt befinden sich in:
- Privaten Sammlungen
- Museum für zeitgenössische Kunst in Florina, Griechenland
- Museum der Stadt Ratingen

### Projekte
- public-cabinet[14]
- Kunststelle / Kulturkasse[15]
- Zeitschrift hinterland[16]